# Parartemia extracta
Parartemia extracta är en kräftdjursart som beskrevs av Linder 1941. Parartemia extracta ingår i släktet Parartemia och familjen Parartemiidae. Inga underarter finns listade i Catalogue of Life.